# Ielets (Lípetsk)
|  | Per a altres significats, vegeu «Ielets». |

Ielets (en rus Елец) és una ciutat de l'óblast de Lípetsk, Rússia. Es troba a 73 km al nord-est de Lípetsk i a 350 km al sud de Moscou. Es troba a la riba del riu Sosnà.

## Història
La primera ciutadella de la ciutat va construir-se el 1146, però fou destruïda dues vegades pels mongols el 1395 i el 1414. El segle xvii va esdevenir un important centre comercial i de negocis en el cor d'una rica terra agrícola de txernozem.

## Fills il·lustres
- N. Orlov (1892-1964), pianista i pedagog musical.
- Alexander Petschnikoff (1873-1949), violinista.

## Demografia
| 1897    | 1926    | 1939    | 1959    | 1970    |         |
| ------- | ------- | ------- | ------- | ------- | ------- |
| 37 500  | 43 000  | 50 900  | 78 000  | 101 000 |         |
| 1979    | 1989    | 1998    | 2002    | 2008    | 2010    |
| 111 700 | 120 300 | 121 000 | 116 726 | 112 188 | 108 404 |

## Galeria d'imatges

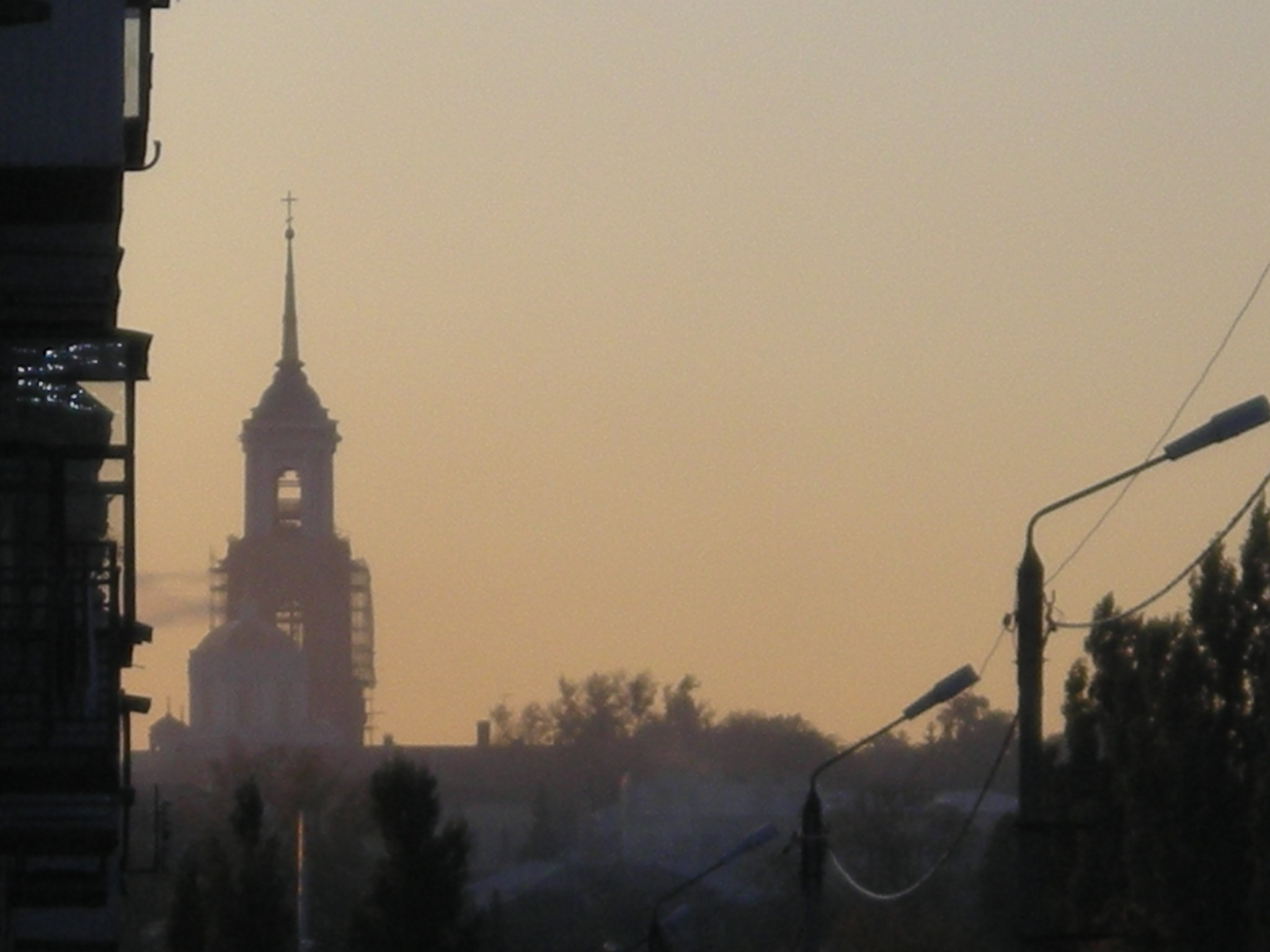
Capvespre amb la catedral de l'Ascensió al fons
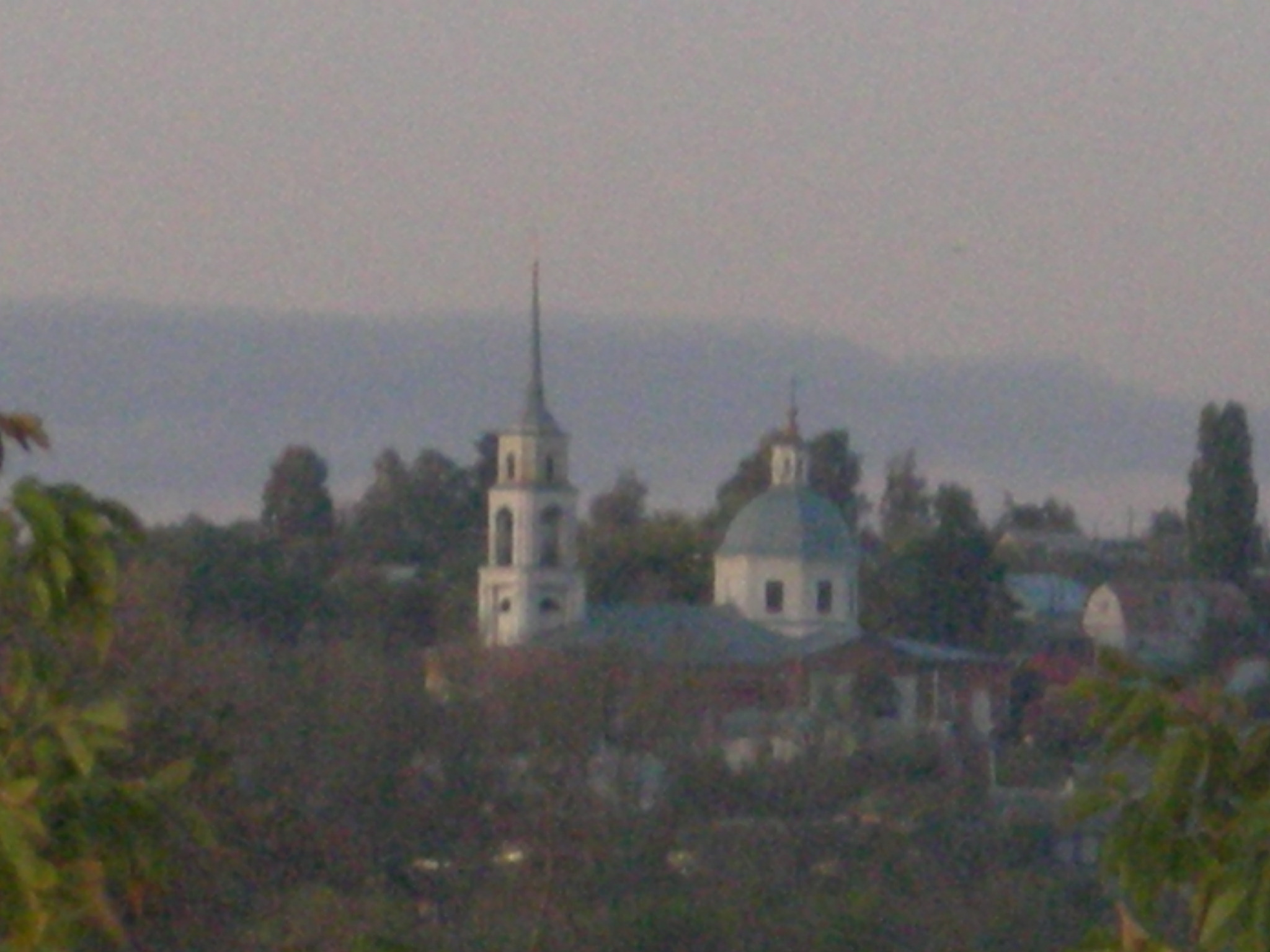
L'església Rojdestsva de la Mare de Déu
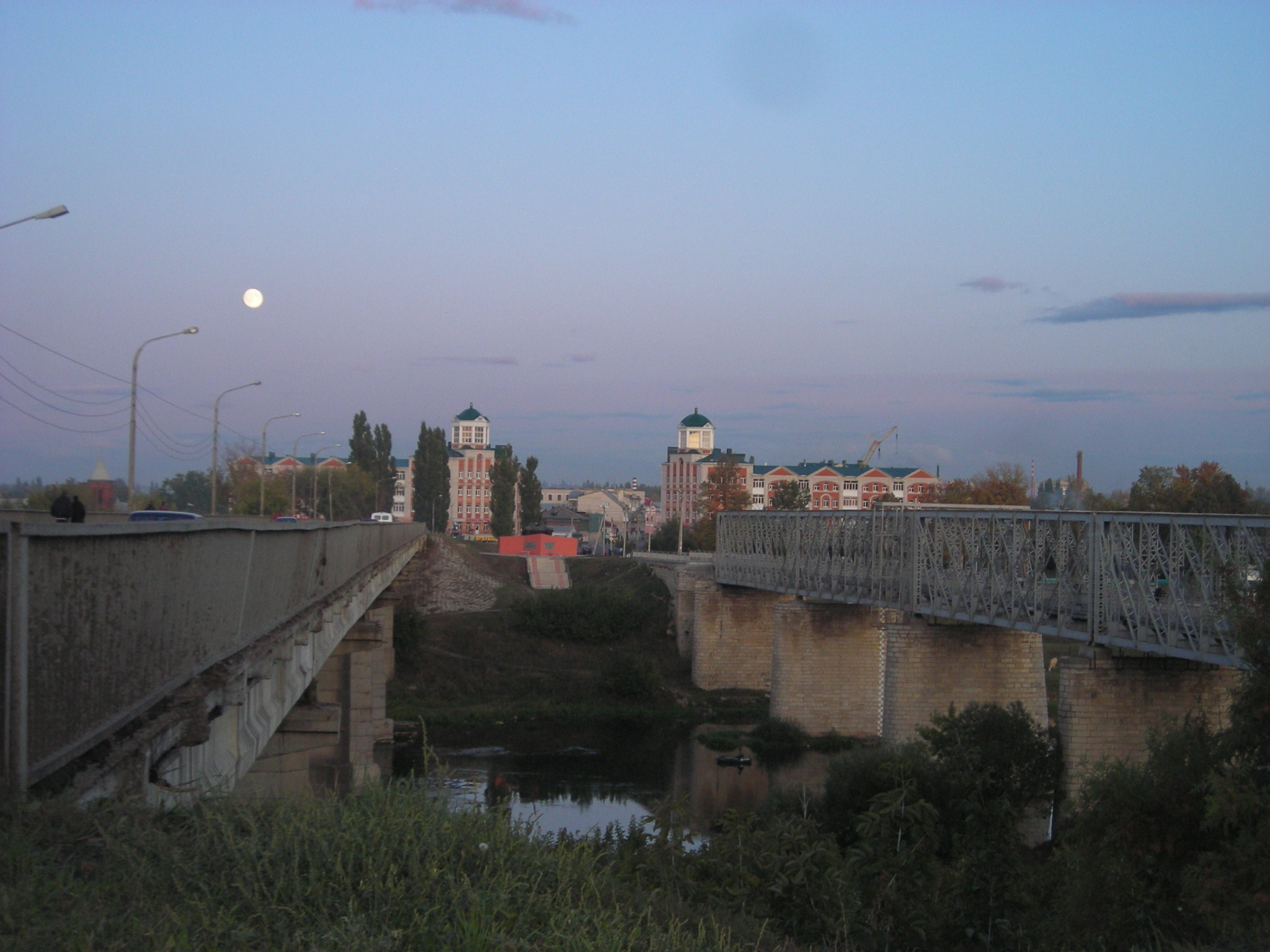
Dos ponts de la ciutat
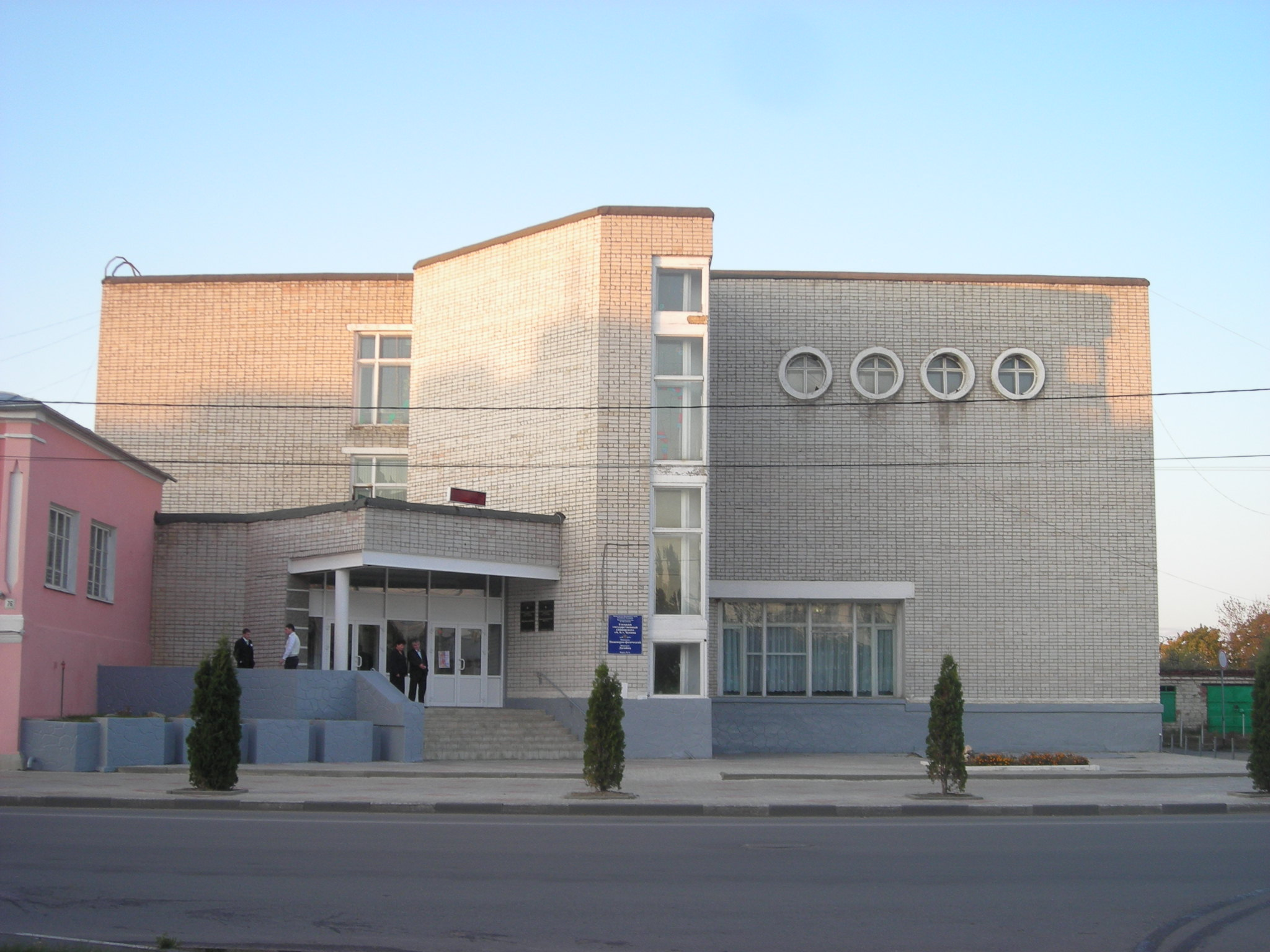
La filial de l'institut EGU de Bunina a Zasosne
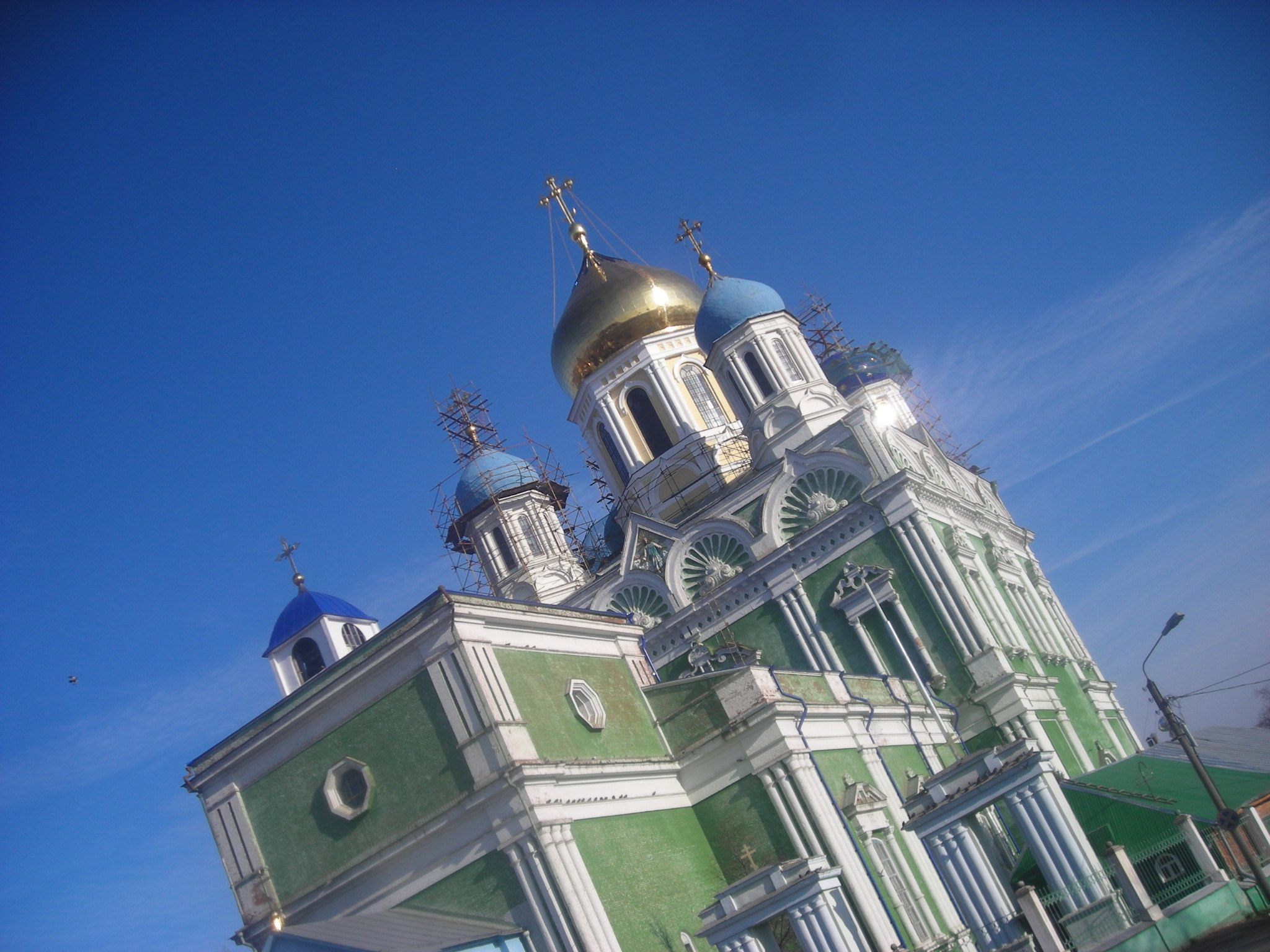
Catedral Voznezenski
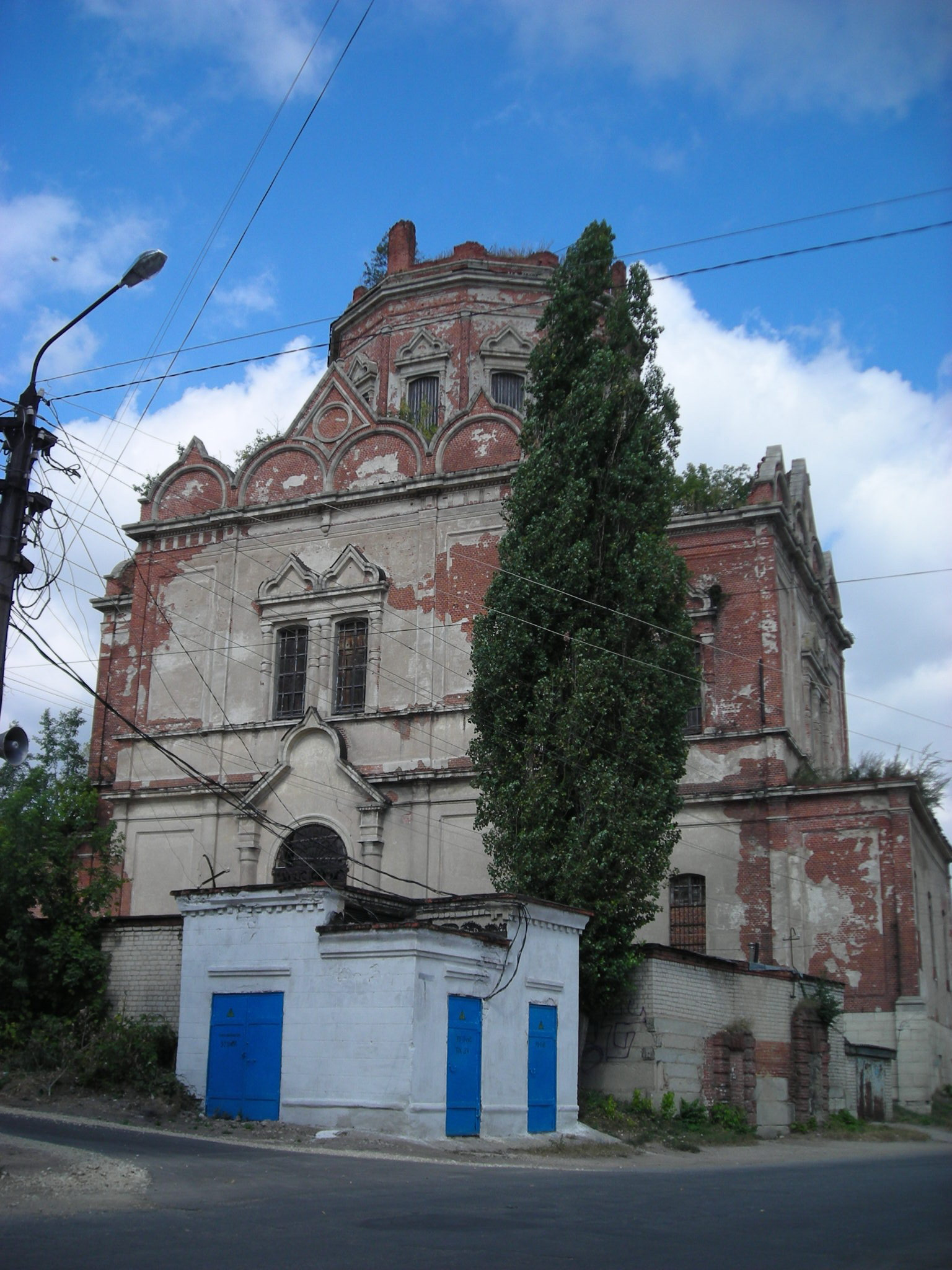
Església Pokrovski a Txórnaia Sloboda
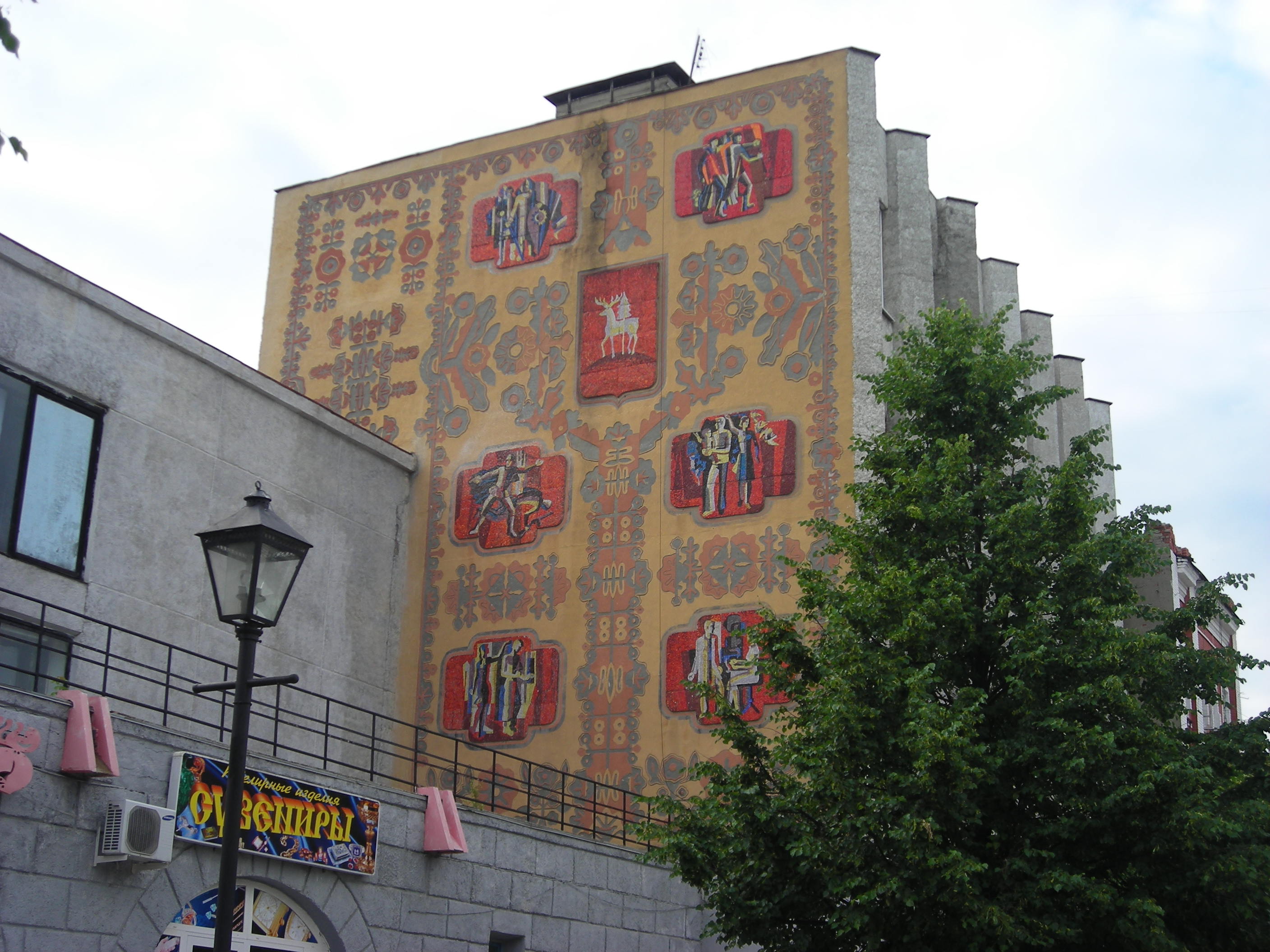
Casa Togorovi